# Distretto di Ao Luek
Il distretto di Ao Luek (in thailandese: อ่าวลึก) è un distretto (amphoe) della Thailandia, situato nella provincia di Krabi.